# Lleterola roja

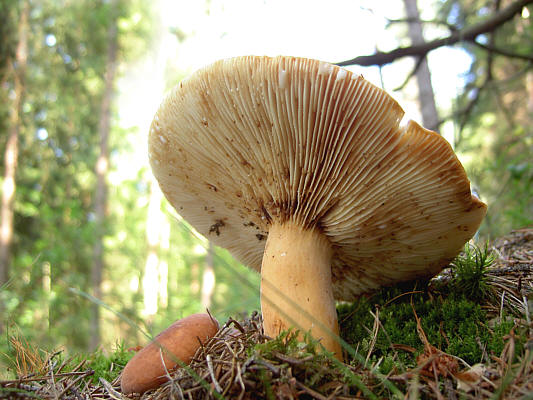
Exemplar de lleterola sastre.

La lleterola roja, lleterola roja peixenca o lleterola sastre (Lactifluus volemus, del llatí pirum volemum -mena de pera grossa, que omple tota la mà) és una espècie de fong de l'ordre dels russulals (Russulales). És una lleterola d'àrees muntanyenques, de superfície vellutada i de carn amb olor de peix, d'arengada.

## Morfologia
Té el barret més aviat gran, que pot assolir el 15 cm de diàmetre, de color groc ataronjat a bru ataronjat. La superfície és vellutada, eixuta.
Les làmines són denses, juntes, cremoses, amb el temps i el frec brunenques.
La cama és massissa, dura, del mateix color que el barret.
La carn és espessa, blanquinosa, s'enfosqueix en contacte amb l'aire, dolça al tast, amb una olor peixenca, que recorda l'arengada. El làtex és abundant, lletós, s'enfosqueix amb el temps, dolç, 

## Hàbitat
Comú a la muntanya mitjana, vora planifolis, més freqüent vora faig, castanyer i roure. Pot aparèixer vora alzina i, mes rar, vora pins.

## Comestibilitat
És comestible però té poc valor culinari. Tot i així, la millor preparació culinària és a la brasa o al forn acompanyant carns.